# Fimbristylis bisumbellata
Fimbristylis bisumbellata là loài thực vật có hoa trong họ Cói. Loài này được (Forssk.) Bubani mô tả khoa học đầu tiên năm 1850.